# اچ‌ام‌اس فرت (۱۹۴۰)
اچ‌ام‌اس فرت (۱۹۴۰) (به انگلیسی: HMS Ferret (shore establishment 1940)) یک کشتی بود.